# Железничка станица Подгорица
Железничка станица Подгорица је једна од железничких станица и железнички чвор на прузи Београд—Бар. Налази се насељу Подгорица у Главном граду Подгорици. Пруга се наставља у једном смеру ка Голубовцима, у другом према Биочу, у трећем према Спужу и четвртом према Тузију. Железничка станица Подгорица састоји се из 12 колосека.

## Повезивање линија
- Пруга Београд—Бар